# Stella Ford Mugabo
 (avril 2023).
La mise en forme du texte ne suit pas les recommandations de Wikipédia : il faut le « wikifier ».
Les points d'amélioration suivants sont les cas les plus fréquents. Le détail des points à revoir est peut-être précisé sur la page de discussion.
- Les titres sont pré-formatés par le logiciel. Ils ne sont ni en capitales, ni en gras.
- Le texte ne doit pas être écrit en capitales (les noms de famille non plus), ni en gras, ni en italique, ni en « petit »…
- Le gras n'est utilisé que pour surligner le titre de l'article dans l'introduction, une seule fois.
- L'italique est rarement utilisé : mots en langue étrangère, titres d'œuvres, noms de bateaux, etc.
- Les citations ne sont pas en italique mais en corps de texte normal. Elles sont entourées par des guillemets français : « et ».
- Les listes à puces sont à éviter, des paragraphes rédigés étant largement préférés. Les tableaux sont à réserver à la présentation de données structurées (résultats, etc.).
- Les appels de note de bas de page (petits chiffres en exposant, introduits par l'outil «  Source ») sont à placer entre la fin de phrase et le point final[comme ça].
- Les liens internes (vers d'autres articles de Wikipédia) sont à choisir avec parcimonie. Créez des liens vers des articles approfondissant le sujet. Les termes génériques sans rapport avec le sujet sont à éviter, ainsi que les répétitions de liens vers un même terme.
- Les liens externes sont à placer uniquement dans une section « Liens externes », à la fin de l'article. Ces liens sont à choisir avec parcimonie suivant les règles définies. Si un lien sert de source à l'article, son insertion dans le texte est à faire par les notes de bas de page.
- La présentation des références doit suivre les conventions bibliographiques. Il est recommandé d'utiliser les modèles {{Ouvrage}}, {{Chapitre}}, {{Article}}, {{Lien web}} et/ou {{Bibliographie}}. Le mode d'édition visuel peut mettre en forme automatiquement les références.
- Insérer une infobox (cadre d'informations à droite) n'est pas obligatoire pour parachever la mise en page.

Pour une aide détaillée, merci de consulter Aide:Wikification.
Si vous pensez que ces points ont été résolus, vous pouvez retirer ce bandeau et améliorer la mise en forme d'un autre article.
 (mai 2023).
Stella Ford Mugabo (née en 1962) est une femme politique rwandaise, qui est ministre des Affaires du Cabinet depuis juillet 2013.

## Première vie et éducation
Mugabo est née en 1962 en Uganda de Francis Gashumba et Stella Mukamutara. Elle est titulaire d'un diplôme en éducation de l'Université de Makerere et d'une maîtrise arts en économie et études sociales de l'Université de Manchester.

## Carrière
Mugabo a travaillé comme analyste des politiques publiques pour le bureau du président de l'Uganda, comme registraire académique à l'Institut des sciences, de la technologie et de la gestion de Kigali. Elle a été secrétaire exécutive du Secrétariat du renforcement des capacités du secteur public de mars 2010 à 2014,. Elle a été présidente du conseil d'administration de l'Institut Rwandais d'administration, de gestion et membre du conseil d'administration du programme de renforcement de capacité du Rwanda.
Mugabo a été nommé ministre des Affaires de Cabinet du président Paul Kagame en juillet 2013, en remplacement de Protais Musoni,.

## Vie privée
Mugabo est mariée et mère de cinq filles. Elle est chrétienne.